# Кориолисов расходомер

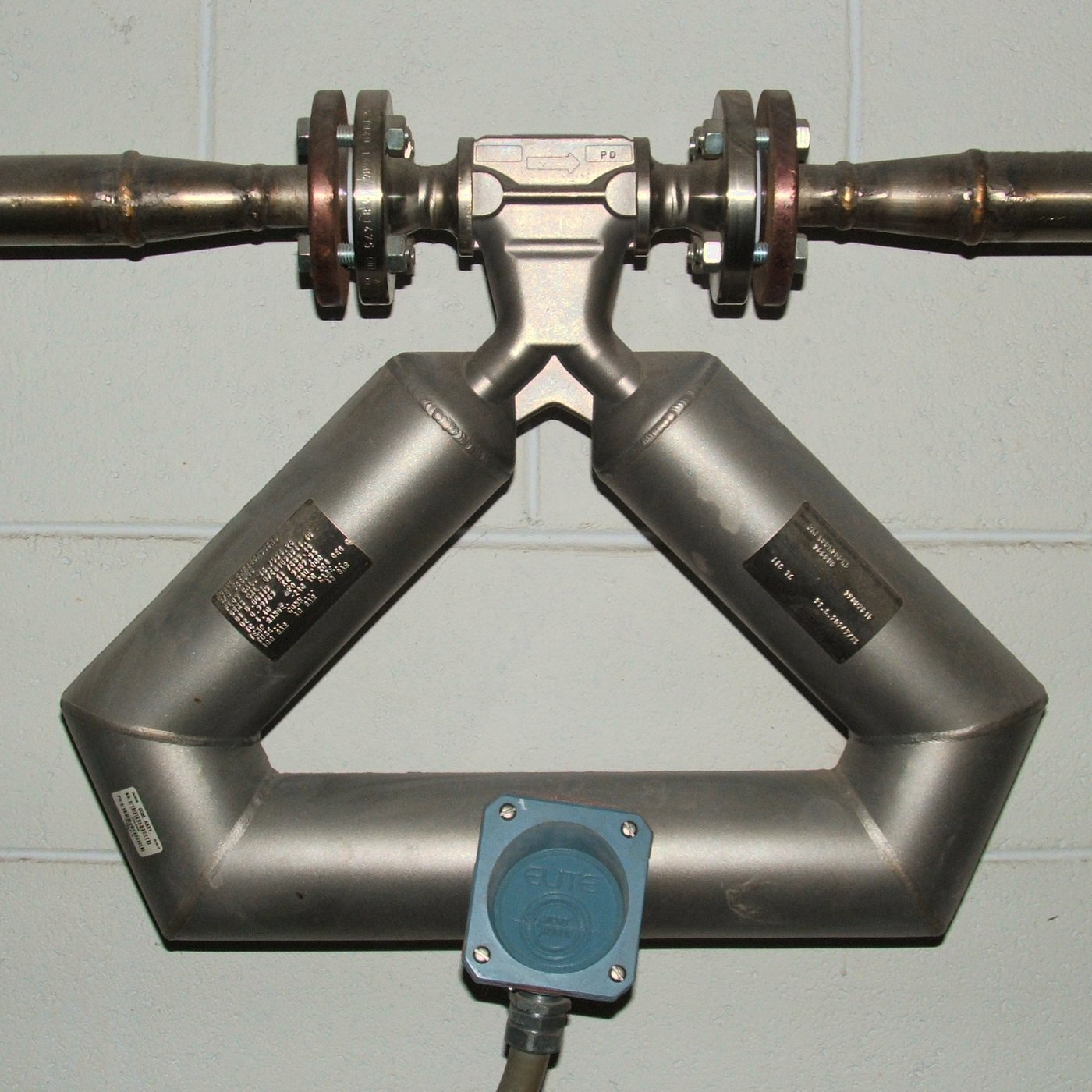
Датчик расхода массового преобразователя расхода

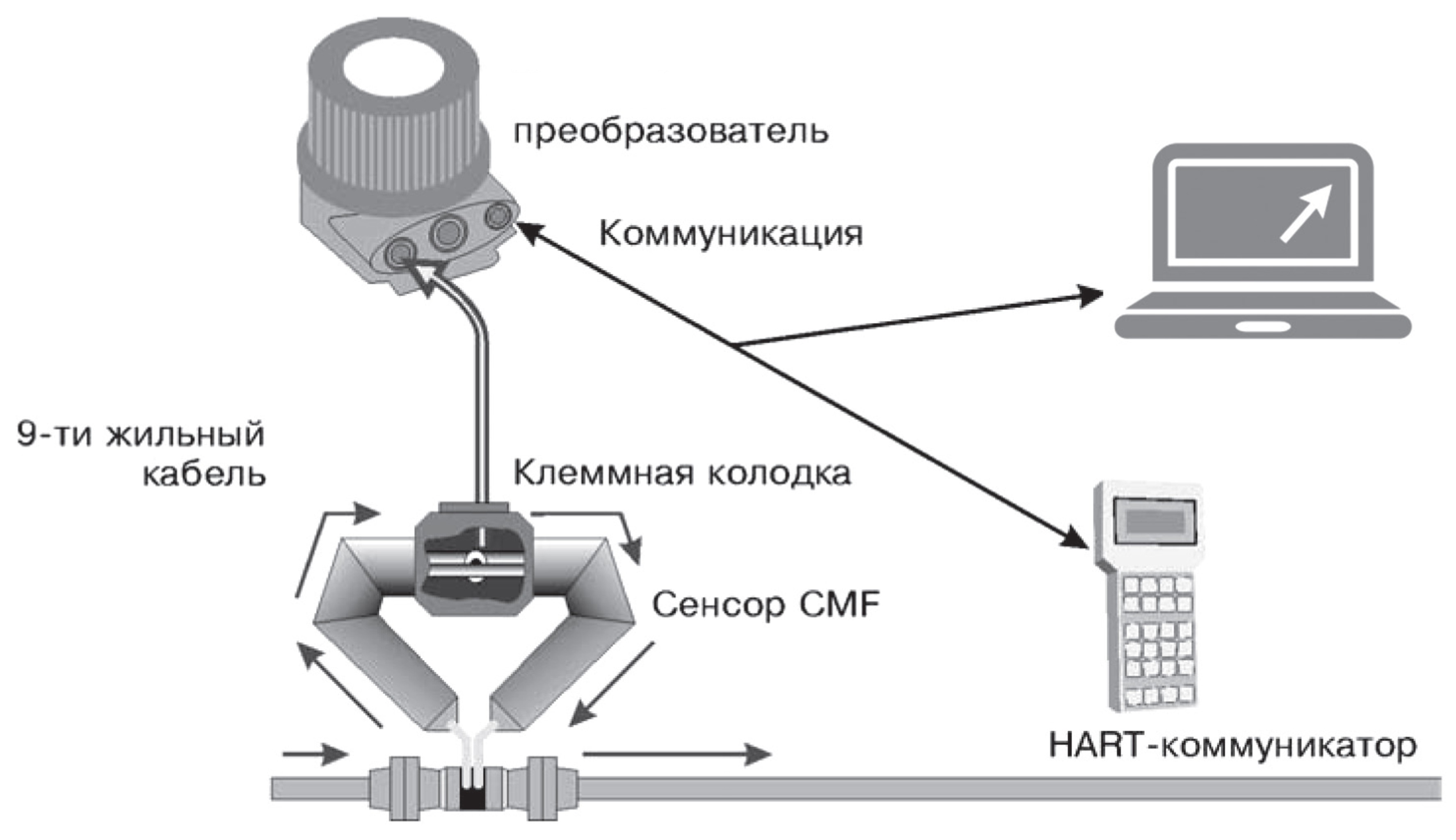
Схема работы кориолисова расходомера

Вид колебаний трубок кориолисового расходомера без потока жидкости. Амплитуда колебания для наглядности утрированно увеличена.

Вид колебаний трубок кориолисового расходомера с потоком жидкости

Кориоли́сов расходоме́р — средство измерения, использующее силу Кориолиса для измерения массового расхода жидкостей, газов. Также данные устройства используются для измерения расхода СУГ.

## Принцип действия
Принцип действия основан на изменениях фаз механических колебаний U-образных трубок, по которым движется среда. Поток с определённой массой, движущийся через входные ветви расходомерных трубок, создает кориолисову силу, которая сопротивляется колебаниям расходомерных трубок. В повседневной жизни эта сила чувствуется, когда гибкий шланг извивается под напором прокачиваемой через него воды.
При неподвижной среде в трубках колебания трубок, возбуждаемые специальным устройством происходят в противофазе. При движении среды в трубках возникает разность фаз колебаний трубок, причём разность фаз пропорциональна скорости среды в трубках,  а следовательно пропорциональна величине массового расхода. Именно разность фаз является информационным сигналом расхода которая измеряется и преобразуется электронной схемой в сигнал расхода.
Преимущества измерения кориолисовым расходомером:
- высокая точность измерений параметров;
- работают вне зависимости от направления потока;
- не требуются прямолинейные участки трубопровода до и после расходомера;
- надёжная работа при наличии вибрации трубопровода, при изменении температуры и давления рабочей среды (только в случае если расходомер установлен на резиновые подставки-прокладки);
- длительный срок службы и простота обслуживания благодаря отсутствию движущихся и изнашивающихся частей;
- измеряют расход сред с высокой вязкостью.